# Radysy
Radysy (deutsch Radishöh) ist ein Dorf in der polnischen Woiwodschaft Ermland-Masuren und gehört zur Gmina Biała Piska (Stadt- und Landgemeinde Bialla, 1938–1945 Gehlenburg) im Powiat Piski (Kreis Johannisburg).

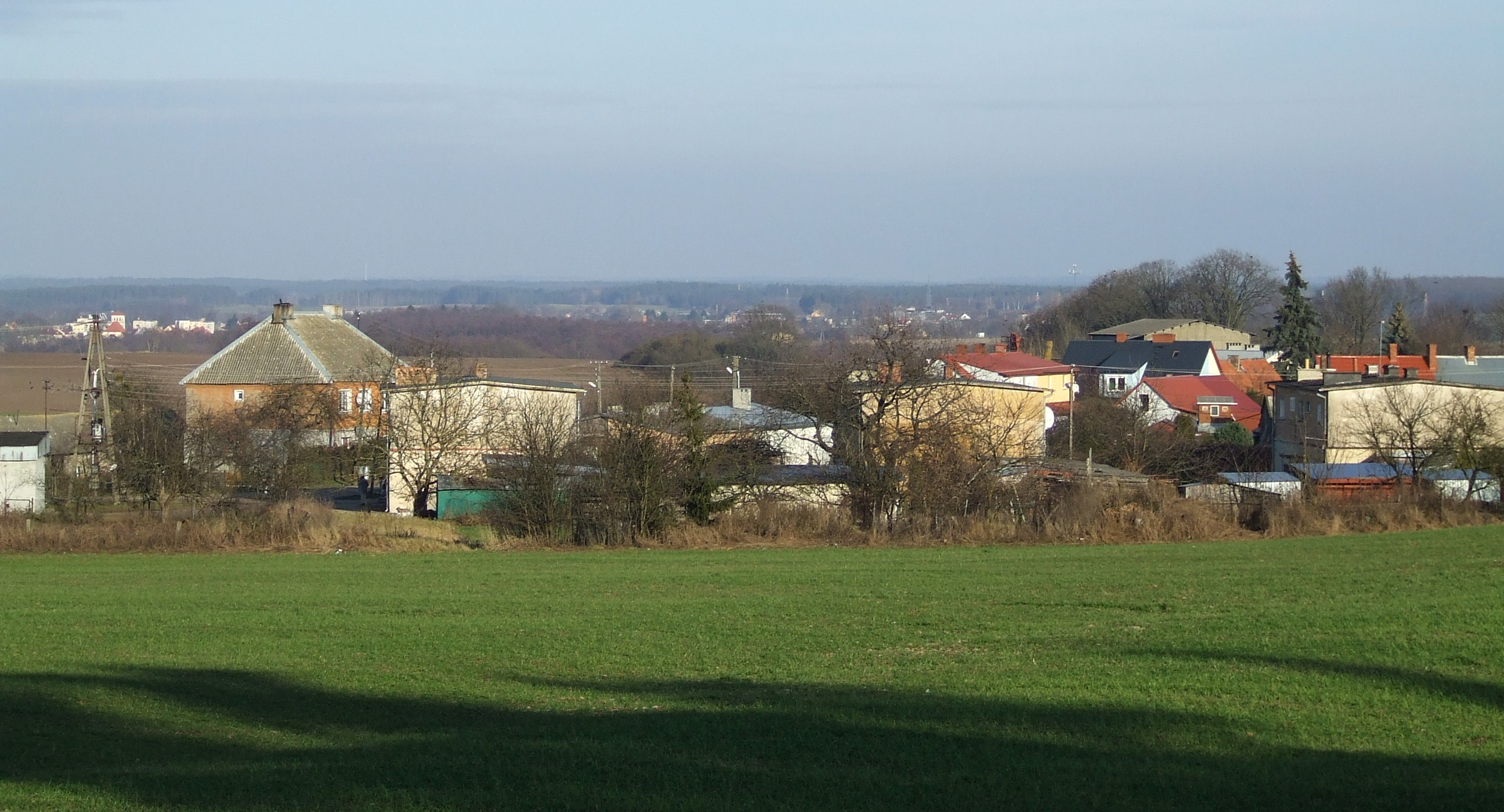
Blick auf Radysy

## Geographische Lage
Radysy liegt im südlichen Osten der Woiwodschaft Ermland-Masuren, 16 Kilometer östlich der Kreisstadt Pisz (deutsch Johannisburg).

## Geschichte
Bis 1945 war Radishöh, das ursprünglich lediglich aus einem großen Hof bestand, eine Ortschaft innerhalb der Stadtgemeinde Bialla (1938–1945 Gehlenburg, polnisch Biała Piska) im Kreis Johannisburg im Regierungsbezirk Gumbinnen (ab 1905: Regierungsbezirk Allenstein) in der preußischen Provinz Ostpreußen.
In Kriegsfolge kam der Ort 1945 zusammen mit dem gesamten südlichen Ostpreußen zu Polen und erhielt die polnische Namensform „Radysy“. Er wurde verselbständigt und ist heute Sitz eines Schulzenamtes (polnisch Sołectwo) und als solches eine Ortschaft im Verbund der Stadt- und Landgemeinde Biała Piska im Powiat Piski, bis 1998 der Woiwodschaft Suwałki, seither der Woiwodschaft Ermland-Masuren zugehörig.

## Kirche
Vor 1945 war Radishöh in die evangelische Kirche Bialla in der Kirchenprovinz Ostpreußen der Kirche der Altpreußischen Union sowie in die römisch-katholische Kirche Johannisburg im Bistum Ermland eingepfarrt. Heute gehört Radysy katholischerseits zur Pfarrei Biała Piska im Bistum Ełk der Römisch-katholischen Kirche in Polen bzw. zur evangelischen Kirchengemeinde in Biała Piska, einer Filialgemeinde der Pfarrei Pisz in der Diözese Masuren der Evangelisch-Augsburgischen Kirche in Polen.

## Verkehr
Radysy liegt an einer Nebenstraße, die von der Stadt Biała Piska südwärts bis in die Woiwodschaft Podlachien führt. Eine Bahnanbindung besteht nicht.